# Прадо-де-ла-Гуспенья
Прадо-де-ла-Гуспенья (ісп. Prado de la Guzpeña) — муніципалітет в Іспанії, у складі автономної спільноти Кастилія-і-Леон, у провінції Леон. Населення — 131 особа (2010).
Муніципалітет розташований на відстані близько 280 км на північ від Мадрида, 50 км на північний схід від Леона.
На території муніципалітету розташовані такі населені пункти: (дані про населення за 2010 рік)
- Сересаль-де-ла-Гуспенья: 43 особи
- Льяма-де-ла-Гуспенья: 15 осіб
- Прадо-де-ла-Гуспенья: 54 особи
- Робледо-де-ла-Гуспенья: 19 осіб

## Демографія
Динаміка населення (INE ):